# Tim (album)
Tim (gestileerd geschreven als TIM) is het postume derde studioalbum van de Zweedse dj Tim Bergling, bekend onder artiestennaam Avicii. Het album is uitgekomen op 6 juni 2019. De naam van het album is een verwijzing naar de voornaam van Bergling, die op 20 april 2018 zelfmoord pleegde. De opbrengst van de albumverkoop gaat naar de Tim Bergling Foundation, een goed doel gericht op mentale gezondheid en zelfmoordpreventie.

## Tracklist
Tim
| Nr.                  | Titel                                        | Producent(en)                              | Duur |
| -------------------- | -------------------------------------------- | ------------------------------------------ | ---- |
| 1.                   | "Peace of Mind"                              | Avicii, Vargas & Lagola                    | 3:00 |
| 2.                   | "Heaven"                                     | Avicii, Carl Falk, Chris Martin            | 4:37 |
| 3.                   | "SOS" (met Aloe Blacc)                       | Avicii, Albin Nedler, Kristoffer Fogelmark | 2:37 |
| 4.                   | "Tough Love"                                 | Avicii, Vargas & Lagola                    | 3:11 |
| 5.                   | "Bad Reputation" (met Joe Janiak)            | Avicii, Falk                               | 3:25 |
| 6.                   | "Ain't a Thing" (met Bonn)                   | Avicii, Falk                               | 3:03 |
| 7.                   | "Hold the Line" (met A R I Z O N A)          | Avicii, Lucas von Bahder                   | 2:51 |
| 8.                   | "Freak" (met Bonn)                           | Avicii, Nedler, Fogelmark                  | 2:59 |
| 9.                   | "Excuse Me Mr. Sir" (met Vargas & Lagola)    | Avicii, Vargas & Lagola                    | 3:07 |
| 10.                  | "Heart Upon My Sleeve" (met Imagine Dragons) | Avicii, Ash Pournouri                      | 4:14 |
| 11.                  | "Never Leave Me" (met Joe Janiak)            | Avicii, Nedler, Bonn                       | 2:51 |
| 12.                  | "Fades Away" (met Noonie Bao)                | Avicii, Falk                               | 2:58 |
| Totale lengte: 38:53 |                                              |                                            |      |